# Pothyne indica
Pothyne indica är en skalbaggsart som beskrevs av Stefan von Breuning 1940. Pothyne indica ingår i släktet Pothyne och familjen långhorningar.
Artens utbredningsområde är Nepal. Inga underarter finns listade i Catalogue of Life.